# Regional Preferente de Cantabria
La Regional Preferente de Cantabria constituye el sexto nivel de competición de la liga española de fútbol en la comunidad de Cantabria. Es organizada por la Real Federación Cántabra de Fútbol.
La temporada inaugural de la categoría fue la de 1974-75, y en ella compitieron Barreda, Castro, Cayón, Colindres, Cultural de Guarnizo, Laredo, Monte, Naval de Reinosa, Noja, Nueva Montaña, Racing Aficionados, Rayo Cantabria, Ribamontán al Mar, San Martín de la Arena, Santoña, Solares, Torrelavega At. y Velarde.

## Sistema de competición
La liga consiste en un grupo de 18 equipos. Al término de la temporada los tres primeros equipos ascienden directamente a la Tercera Federación (Grupo III). Los tres últimos bajan a Primera Regional de Cantabria.

## Equipos participantes en la temporada 2025-26
- S.D. Villaescusa   de Primera Regional
- C. D. Arenas de Frajanas
- S.D. San Martín   de Primera Regional
- C.D. Monte   de Tercera Federación
- S.D. Gama  de Tercera Federación
- C.D Ramales
- C.D. AT. Mineros   de Tercera Federación
- AT. España Cueto   de Primera Regional
- Polanco C.F.   de Primera Regional

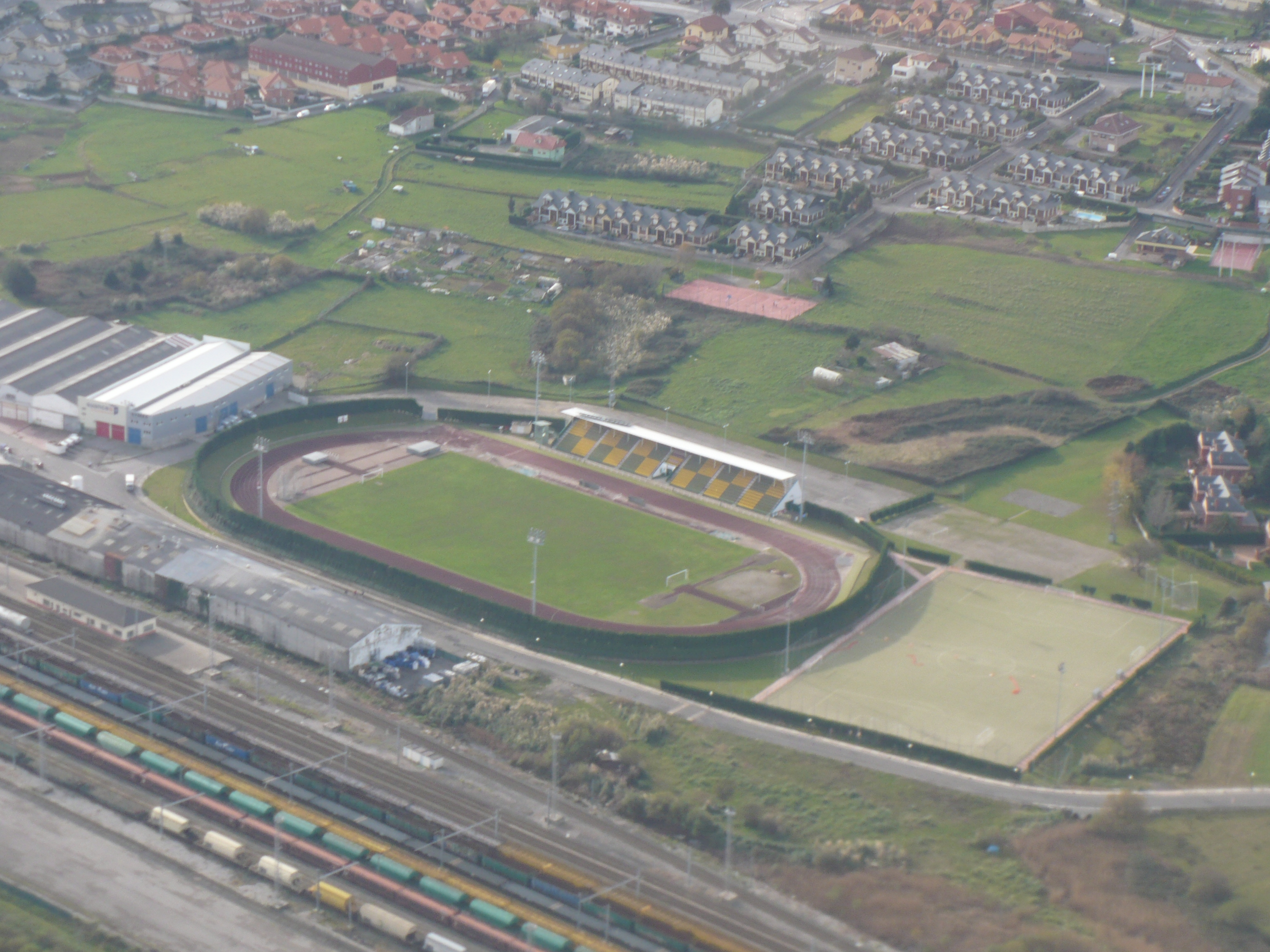
Campo de fútbol de La Maruca, del Velarde CF

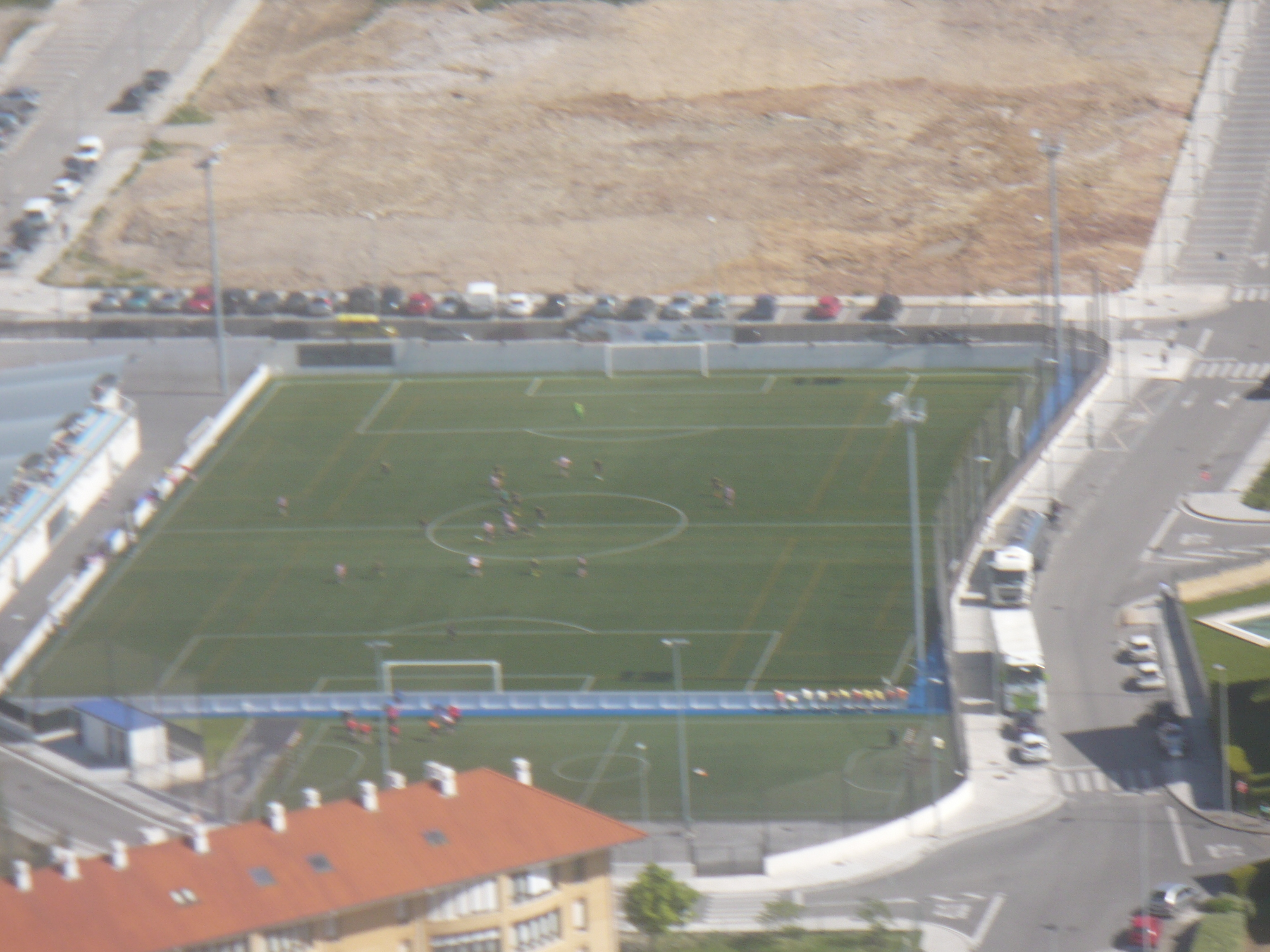
Campo de fútbol Vicente Miera, de la SD Nueva Montaña

- S.D. Barreda - Balompie  de Tercera Federación
- F.C. Miengo
- Ayron C.F.
- C. D. E. Rayo Santa Cruz
- C. D. Revilla "B"
- Velarde C.F.
- S. D. Solares-Medio Cudeyo
- A.D. Siete Villas   de Tercera Federación
- C.D. Naval   de Tercera Federación
- S.D. Textil Escudo

## Resumen de temporadas de la Regional Preferente de Cantabria
| Temporada | Club campeón                | Subcampeón             | Ascienden a Tercera |
| --------- | --------------------------- | ---------------------- | --- |
| 1974-75   | Laredo                      | Castro                 | Laredo |
| 1975-76   | Naval                       | Rayo Cantabria         | Naval |
| 1976-77   | Santoña                     | Rayo Cantabria         | Santoña, Rayo Cantabria                                                                                                 |
| 1977-78   | Cayón                       | Laredo                 | Cayón |
| 1978-79   | Gimnástica                  | Castro                 | Gimnástica, Castro |
| 1979-80   | San Martín de la Arena      | Barreda                | San Martín de la Arena, Barreda, Unión Club                                                                             |
| 1980-81   | Gimnástica                  | Buelna                 | Gimnástica, Buelna |
| 1981-82   | Rayo Cantabria              | Barquereño             | Rayo Cantabria, Barquereño                                                                                              |
| 1982-83   | Buelna                      | Laredo                 | Buelna, Laredo |
| 1983-84   | Barreda                     | Velarde                | Barreda |
| 1984-85   | Unión Club                  | Ayrón                  | Cult. Guarnizo |
| 1985-86   | Unión Club                  | Textil Escudo          | Unión Club, T. Escudo, Ayrón, Gama, Vimenor, Reocín, At. La Albericia, San Martín, Lope de Vega, Barreda, Buelna, Cayón |
| 1986-87   | Ribamontán al Mar           | Marina de Cudeyo       | Ribamontán al Mar, Marina de Cudeyo, Noja, Ramales, Sámano                                                              |
| 1987-88   | Gama                        | Pontejos               | Gama, Pontejos, Velarde                                                                                                 |
| 1988-89   | Barquereño                  | Selaya                 | Barquereño, Selaya, Escobedo                                                                                            |
| 1989-90   | Comillas                    | Colindres              | Comillas, Colindres, Ribamontán al Mar                                                                                  |
| 1990-91   | San Justo                   | Unión Club             | San Justo, Unión Club, Tropezón                                                                                         |
| 1991-92   | Torina                      | Noja                   | Torina, Noja, Textil Escudo                                                                                             |
| 1992-93   | Velarde                     | Gama                   | Velarde, Gama, Bezana                                                                                                   |
| 1993-94   | Gimnástica de Torrelavega B | Santoña                | Gimnástica B, Santoña, Cult. Guarnizo                                                                                   |
| 1994-95   | Textil Escudo               | Revilla                | Textil Escudo, Revilla, Ayrón                                                                                           |
| 1995-96   | Barreda                     | Santoña                | Barreda, Santoña, At. España de Cueto, Naval                                                                            |
| 1996-97   | At. Deva                    | Vimenor                | At. Deva, Vimenor, Villaescusa, Reocín                                                                                  |
| 1997-98   | Textil Escudo               | Ayrón                  | Textil Escudo, Ayrón, Miengo, Pontejos                                                                                  |
| 1998-99   | At. Deva                    | Marina de Cudeyo       | At. Deva, Marina de Cudeyo, Ampuero                                                                                     |
| 1999-2000 | Ayrón                       | Villaescusa            | Ayrón, Villaescusa, Castro, Rayo Cantabria, At. La Albericia                                                            |
| 2000-01   | Pontejos                    | Vimenor                | Pontejos, Vimenor, Comillas                                                                                             |
| 2001-02   | Revilla                     | Reocín                 | Revilla, Reocín, Minerva, Toranzo, Naval                                                                                |
| 2002-03   | Siete Villas                | Cult. Guarnizo         | Siete Villas, Cult. Guarnizo, Comillas                                                                                  |
| 2003-04   | Trasmiera                   | Solares                | Trasmiera, Solares, Barquereño                                                                                          |
| 2004-05   | Gama                        | Revilla                | Gama, Revilla, Santoña                                                                                                  |
| 2005-06   | Gimnástica B                | Selaya                 | Gimnástica B, Selaya, Cayón, Textil Escudo                                                                              |
| 2006-07   | At. Deva                    | Rayo Cantabria         | At. Deva, Buelna, Cult. Guarnizo                                                                                        |
| 2007-08   | Solares                     | Rayo Cantabria         | Solares, Rayo Cantabria, Vimenor, Cayón                                                                                 |
| 2008-09   | Textil Escudo               | Buelna                 | Textil Escudo, Buelna, Selaya, Pontejos                                                                                 |
| 2009-10   | Cult. Guarnizo              | Arenas de Frajanas     | Cult. Guarnizo, Arenas de Frajanas, Santoña                                                                             |
| 2010-11   | Barreda                     | San Martín de la Arena | Barreda, San Martín de la Arena, Barquereño                                                                             |
| 2011-12   | Gama                        | Santoña                | Gama, Santoña, Santillana, Textil Escudo, Meruelo                                                                       |
| 2012-13   | Colindres                   | Selaya                 | Colindres, Selaya, Buelna                                                                                               |
| 2013-14   | Revilla                     | Arenas de Frajanas     | Revilla, Arenas de Frajanas, Textil Escudo                                                                              |
| 2014-15   | Cult. Guarnizo              | Samano                 | Cult. Guarnizo, Samano, Naval                                                                                           |
| 2015-16   | Barreda                     | Meruelo                | Barreda, Meruelo, Velarde                                                                                               |
| 2016-17   | Santillana                  | Sámano                 | Santillana, Sámano, Solares                                                                                             |
| 2017-18   | Revilla                     | Torina                 | Revilla, Torina, Rinconeda                                                                                              |
| 2018-19   | Barquereño                  | Cartes                 | Barquereño, Cartes, Selaya                                                                                              |
| 2019-20   | Revilla                     | Castro                 | Revilla, Castro, Rinconeda Polanco                                                                                      |
| 2020-21   | Naval                       | Noja                   | Naval, Noja, Colindres                                                                                                  |
| 2021-22   | Solares                     | Revilla                | Solares, Revilla, Gama                                                                                                  |

Resumen de títulos:
- Barreda: 4
- Revilla: 4
- At. Deva: 3
- Textil Escudo: 3
- Gama: 3
- Unión Club: 2
- Gimnástica B: 2
- Cult. Guarnizo: 2
- Barquereño: 2
- Naval: 2
- Solares: 2
- Gimnástica: 1
- Laredo: 1
- Santoña: 1
- Cayón: 1
- San Martín de la Arena: 1
- Rayo Cantabria: 1
- Buelna: 1
- Ribamontán al Mar: 1
- Comillas: 1
- San Justo: 1
- Torina: 1
- Velarde: 1
- Pontejos: 1
- Ayrón: 1
- Siete Villas: 1
- Trasmiera: 1
- Colindres: 1
- Santillana: 1